# Аносов, Фёдор Яковлевич
Фёдор Яковлевич Аносов (20 августа [1 сентября] 1890, Саратов — 30 сентября 1960, Москва) — советский учёный-геолог, профессор, специалист по минералогии осадочных горных пород.

## Биография
Родился 20 августа (1 сентября) 1890 в города Саратове, Российская империя.
Учился в Саратовском 1-м Реальном Училище, затем на естественном разряде физико-математического факультета Петроградского государственного университета.
Начал работать в Геологическом комитете в Петрограде.
В 1919 году был ассистентом в Петроградском педагогическом институте.
В 1920—1923 годах преподавател на кафедре минералогии и геологии в Петроградском Технологическом институте.
В ноябре 1922 года был отчислен от Геологического Комитета по сокращению штатов, и работал в Государственном Керамическом НИИ в Петрограде.
В 1923—1932 годах работал в Инститкте прикладной минералогии при 1-МГУ (Геологический факультет МГУ).
1930—1935 годах — профессор Нефтяного институтат им. Губкина в Москве, одновременно научный сотрудник Нефтяного геолого-разведочного института (1933—1934).
В 1934—1936 годах преподавал в ТСХА.
С 1936 года научный сотрудник Ломоносовского института, который потом был преобразован в ИГН АН СССР.
Скончался 30 сентября 1960 года в городе Москве[уточнить].